# 第十届全国人民代表大会
中华人民共和国第十届全国人民代表大会（简称第十届全国人大），任期从2003年3月至2008年3月，共召开五次会议。本届全國人大共有来自各省（包括台湾省）、自治区、直辖市、香港和澳门特别行政区以及中国人民解放军等35个单位的2,985名代表，共设民族、法律、内务司法、财政经济、教育科学文化卫生、外事、华侨、环境与资源保护以及农业与农村9个專門委员会。十届全国人大常务委员会共有委员157人，委员长为吴邦国。
第十屆全國人大及其常委會共審議憲法修正案草案、法律草案、法律解釋草案和有關法律問題的決定草案106件，通過了其中的100件。截至2008年3月，現行有效的法律共229件，涵盖憲法及憲法相關法、民商法、行政法、經濟法、社會法、刑法、訴訟及非訴訟程序法等七個法律部門。

## 第一次会议
十届全國人大一次会议于2003年3月5日至18日在北京举行，会议听取和审议了国务院总理朱镕基所作的2002年度政府工作报告；之后國家發展和計劃委員會主任曾培炎、财政部部长项怀诚、九屆全國人大常委會委员长李鹏、最高人民法院院长肖扬和最高人民检察院检察长韩杼滨等人又分别做了工作报告，所有报告均获通过。会议还批准了有关国务院机构改革的提案。会议选举第十届全国人民代表大会常务委员会委员长、副委员长、秘书长、委员；选举中华人民共和国主席、副主席；決定国务院总理和国务院副总理、国务委员、各部部长、各委员会主任、中国人民银行行长、审计长、秘书长的人选；選舉中华人民共和国中央军事委员会主席；決定中華人民共和國中央軍事委員會副主席、委員的人選；選舉最高人民法院院长、最高人民检察院检察长；决定第十届全国人民代表大会各专门委员会主任委员、副主任委员、委员的人选等。
會議選舉出由181人組成的大會主席團，秘書長王兆國。推選吳邦國、曾慶紅、王兆國、李鐵映、司馬義·艾買提、何魯麗、丁石孫、成思危、許嘉璐、蔣正華為常務主席。
會議閉幕時胡錦濤、吳邦國發表重要講話。
会议结束后新任国务院总理温家宝举行了记者招待会接受中外记者提问。

### 选举结果
- 第十届全国人民代表大会常务委员会委员长：吴邦国
- 第十届全国人民代表大会常务委员会副委员长：王兆国、李铁映、司马义·艾买提（维吾尔族）、何鲁丽（女）、丁石孙、成思危、许嘉璐、蒋正华、顾秀莲（女）、热地（藏族）、盛华仁、路甬祥、乌云其木格（女，蒙古族）、韩启德、傅铁山
- 第十届全国人民代表大会常务委员会秘书长：盛华仁
- 第十届全国人民代表大会常务委员会委员：159人
- 中华人民共和国主席：胡锦涛
- 中华人民共和国副主席：曾庆红
- 中华人民共和国中央军事委员会主席：江泽民
- 中华人民共和国最高人民法院院长：肖扬
- 中华人民共和国最高人民检察院检察长：贾春旺

### 任命决定
- 中华人民共和国国务院总理：温家宝
- 中华人民共和国国务院副总理：黄菊、吴仪（女）、曾培炎、回良玉（回族）
- 中华人民共和国国务委员：周永康、曹刚川、唐家璇、华建敏、陈至立（女）
- 中华人民共和国中央军事委员会副主席：胡锦涛、郭伯雄、曹刚川
- 中华人民共和国中央军事委员会委员：徐才厚、梁光烈、廖锡龙、李继耐

### 得票情况
| 选举国家主席     | 选举国家主席     | 选举国家主席     | 选举国家主席     | 选举国家副主席 | 选举国家副主席 | 选举国家副主席 | 选举国家副主席 |
| 候选人           | 赞成票           | 反对票           | 弃权             | 候选人         | 赞成票         | 反对票         | 弃权           |
| ---------------- | ---------------- | ---------------- | ---------------- | -------------- | -------------- | -------------- | -------------- |
| 胡锦涛           | 2,937            | 4                | 3                | 曾庆红         | 2,578          | 177            | 190            |
| 胡锦涛           | 2,937            | 4                | 3                | 朱镕基         | 3              | /              | /              |
| 江泽民           | 2                | /                | /                | 江泽民         | 1              | /              | /              |
| 选举中央军委主席 | 选举中央军委主席 | 选举中央军委主席 | 选举中央军委主席 | 任命国务院总理 | 任命国务院总理 | 任命国务院总理 | 任命国务院总理 |
| 候选人           | 赞成票           | 反对票           | 弃权             | 候选人         | 赞成票         | 反对票         | 弃权           |
| 江泽民           | 2,726            | 98               | 122              | 温家宝         | 2,906          | 3              | 16             |
| 胡锦涛           | 36               | /                | /                | 温家宝         | 2,906          | 3              | 16             |
| 朱镕基           | 2                | /                | /                | 温家宝         | 2,906          | 3              | 16             |

## 第二次会议
十届全國人大二次会议于2004年3月5日至14日在北京召開，會議選舉出由175人組成的大會主席團，秘書長王兆國。推選吳邦國、王兆國、李鐵映、司馬義·艾買提、何魯麗、丁石孫、成思危、許嘉璐、蔣正華、顧秀蓮、熱地、盛華仁、路甬祥、烏雲其木格、韓啟德、傅鐵山為常務主席。
會議首先由國務院总理温家宝做政府工作报告，之后发改委主任马凯、财政部部长金人庆、全國人大常委會委員長吳邦國、最高人民法院院长肖扬、最高人民检察院检察长贾春旺等人也相继向大会做工作报告。本次会议共收到委员议案1,374件，其中三农问题最受关注，约占议案总数的10%。
本次会议另一项受关注的议程就是对《中华人民共和国宪法》的修正，私营经济、私有财产保护、人权等内容均是首次被明文列入宪法。此外对原先的“发布戒严令”也修改为“进入紧急状态”。会议还接受华福周、张耕辞去全国人大常委会委员职务的请求。

## 第三次会议
十屆全國人大三次會議於2005年3月5日至14日在北京召開，會議選舉出由173人組成的大會主席團，秘書長王兆國。推選吳邦國、王兆國、李鐵映、司馬義·艾買提、何魯麗、丁石孫、成思危、許嘉璐、蔣正華、顧秀蓮、熱地、盛華仁、路甬祥、烏雲其木格、韓啟德、傅鐵山為常務主席。
會議聽取和審議國務院總理溫家寶政府工作報告；審查和批准2004年國民經濟和社會發展計劃執行情況的報告及2005年國民經濟和社會發展計劃；審查和批准2004年中央和地方預算執行情況的報告及2005年中央和地方預算草案；聽取和審議全國人大常委會委員長吳邦國關於全國人大常委會工作報告；聽取和審議最高人民法院院長蕭揚關於最高人民法院工作報告；聽取和審議最高人民檢察院檢察長賈春旺關於最高人民檢察院工作報告。
會議接受江澤民辭去中華人民共和國中央軍事委員會主席職務，選舉胡錦濤為國家中央軍委主席，決定補充任命徐才厚為國家中央軍委副主席；陳炳德、喬清晨、張定發、靖志遠為國家中央軍委委員。會議又補選宋照肅、陳秀榕、聞世震為第十屆全國人大常委。
大會最受注目的議程是審議《反分裂國家法》，最後以高票贊成通過本法。

## 第四次会议
第十届全国人民代表大会第四次会议于2006年3月5日至14日在北京召開。會議選舉出由176人組成的大會主席團，秘書長王兆國。推選吳邦國、王兆國、李鐵映、司馬義·艾買提、何魯麗、丁石孫、成思危、許嘉璐、蔣正華、顧秀蓮、熱地、盛華仁、路甬祥、烏雲其木格、韓啟德、傅鐵山為常務主席。大会包括如下议题：
- 审议温家宝的政府工作报告和"十一五"规划纲要；
- 审议和批准国民经济和社会发展计划执行情况和今年国民经济和社会发展计划；
- 审议和批准去年中央和地方预算执行情况报告与今年中央和地方预算草案；
- 听取和审议吴邦国的全国人大常委会工作报告；
- 听取和审议最高人民法院工作报告；听取和审议最高人民检察院工作报告。[1][2]

## 第五次会议
十届全国人大五次会议2007年3月5日至16日在北京召开。會議選舉出由175人組成的大會主席團，秘書長王兆國。推選吳邦國、王兆國、李鐵映、司馬義·艾買提、何魯麗、丁石孫、成思危、許嘉璐、蔣正華、顧秀蓮、熱地、盛華仁、路甬祥、烏雲其木格、韓啟德、傅鐵山為常務主席。會議的主要議程包括：
- 听取和审议国务院总理温家宝关于政府工作的报告
- 审查和批准2006年国民经济和社会发展计划执行情况的报告与2007年国民经济和社会发展计划
- 审查2006年中央和地方预算执行情况的报告与2007年中央和地方预算草案
- 批准2006年中央预算执行情况的报告与2007年中央预算
- 审议全国人民代表大会常务委员会关于提请审议《中华人民共和国物权法（草案）》的议案
- 审议国务院关于提请审议《中华人民共和国企业所得税法（草案）》的议案
- 审议全国人民代表大会常务委员会关于提请审议《第十届全国人民代表大会第五次会议关于第十一届全国人民代表大会代表名额和选举问题的决定（草案）》的议案
- 审议全国人民代表大会常务委员会关于提请审议《中华人民共和国香港特别行政区选举第十一届全国人民代表大会代表的办法（草案）》的议案
- 审议全国人民代表大会常务委员会关于提请审议《中华人民共和国澳门特别行政区选举第十一届全国人民代表大会代表的办法（草案）》的议案
- 听取和审议全国人民代表大会常务委员会委员长吴邦国关于全国人民代表大会常务委员会工作的报告
- 听取和审议最高人民法院院长肖扬关于最高人民法院工作的报告
- 听取和审议最高人民检察院检察长贾春旺关于最高人民检察院工作的报告[5]